# Bernie Young
Oscar „Bernie“ Young (* um 1900; † nach 1931) war ein US-amerikanischer Musiker und Bandleader (Kornett, Trompete) des Chicago-Jazz.

## Leben und Wirken
Young spielte in den 1920er-Jahren bei Arthur Sims and His Creole Roof Orchestra und bei den New Orleans Creoles (mit Richard M. Jones und Stump Evans). Außerdem leitete er in dieser Zeit eigene Formationen; in seiner Young’s Creole Jazz Band spielten  Cassino Simpson, Eddie Temple, Happy Caldwell, Mike McKendrick, Preston Jackson und Stump Evans. Nach Tom Lord war er zwischen 1923 und 1926 an zwölf Aufnahmesessions beteiligt, neben den Plattenaufnahmen unter eigenem Namen für Paramount Records bei Ollie Powers, Edmonia Henderson, Jimmy Blythe, Ozie McPherson, Viola Bartlette/Lovie Austin, Ida Cox, Ma Rainey und Hazel Meyers. Von 1927 bis 1931 leitete er eine Territory Band in Milwaukee, in der u. a. auch Eddie Barefield, Doc Wheeler und Zilner Randolph spielten.